# Nico Tortorella
Nico Tortorella (* 30. Juli 1988 in Wilmette, Illinois als Nicolò Luigi Tortorella) ist ein US-amerikanischer Schauspieler, Model und Autor.

## Karriere
Tortorella wurde in Wilmette, Illinois in eine italienische Familie geboren und ist Absolvent der New Trier High School.
2009 spielte Tortorella Serienrollen in The Beautiful Life als Supermodel und in der Jugendserie Make It or Break It; letztere hatte 2010 einen letzten Gastauftritt für eine Episode. In dem Jahr folgte eine kleine Nebenrolle als Tobias in dem Joel-Schumacher-Film Twelve. 2011 hatte Tortorella eine Hauptrolle in Scream 4, der von Kevin Williamson geschrieben und produziert wurde, welcher Tortorella ab 2013 in seiner Serie The Following besetzte. In dem Jahr gab es auch einen kleinen Auftritt im Film Odd Thomas; die erste Hauptrolle in einem Film folgte 2014 in Hunter & Game. Tortorella spielt seit 2015 eine Hauptrolle in Younger und moderiert seit 2018 How Far is Tattoo Far?.
Tortorella startete 2016 den Podcast The Love Bomb und veröffentlichte im April 2018 den Lyrikband all of it is you sowie im September 2019 die Memoiren Space Between: Explorations of Love, Sex, and Fluidity.
2020 nahm Tortorella an RuPaul’s Secret Celebrity Drag Race unter dem Dragnamen Olivette Isyou (angelehnt an den Titel des Lyrikbandes) teil. Außerdem ist Tortorella in dem The Walking Dead-Ableger World Beyond zu sehen. Eine Hauptrolle erhielt Tortorella in dem Filmdrama The Mattachine Family von Andy Vallentine, das im Mai 2023 beim Seattle International Film Festival seine Premiere sein soll. Darin spielt er einen in einer schwulen Beziehung lebenden Mann, der feststellt, wie sehr sich seine eigenen Vorstellungen von Familienplanung von der seines Partners unterscheiden.

## Persönliches
Tortorella gibt als sexuelle Identität an, sexuell fluid, bisexuell, queer, polyamorös und demisexuell zu sein. Seit 2006 ist Tortorella in einer Beziehung mit Bethany C. Meyers,  die sie als polyamoröse offene Beziehung führen. Sie heirateten am 9. März 2018 in der St. Paul’s Chapel in Manhattan; ihre Kleidung, Kombinationen aus Kleid und Hose oder Anzug und Gewand, entworfen von Andrew Morrison, beschrieben sie als „gender-bending“ und androgyn. Für das Magazin them schrieben sie einen Artikel über ihre Hochzeit, der ihre Gelübde enthält. Im Mai 2018, in einem Video mit Dragqueen Trinity Taylor gab Tortorella an, sich als gender-fluid zu identifizieren, und benutzt daher im Englischen das geschlechtsneutrale Pronomen they.

## Filmografie
- 2009: The Beautiful Life (Fernsehserie, 5 Episoden)
- 2009–2010: Make It or Break It (Fernsehserie, 8 Episoden)
- 2010: Twelve
- 2011: Scream 4
- 2011: Trespass
- 2013: The Following (Fernsehserie, 12 Episoden)
- 2013: Odd Thomas
- 2014: Hunter & Game
- 2015–2021: Younger (Fernsehserie)
- 2016: Mamma Dallas
- 2017: Menendez: Blood Brothers
- 2018: RuPaul’s Drag Race (Fernsehshow, 1 Episode, Gast)
- 2018: Trailblazer Honors
- seit 2018: How Far is Tattoo Far? (Fernsehshow, Moderator)
- 2019: Lindsay Lohan's Beach Club (Fernsehshow, Gast)
- 2019: Fluidity
- 2020: RuPaul’s Secret Celebrity Drag Race (Fernsehshow, 1 Episode, Kandidat)
- 2020–2021: The Walking Dead: World Beyond
- 2023: The Mattachine Family

## Werke
- all of it is you (Lyrik), Crown Archetype, 2018, ISBN 978-0525576532
- Space Between: Explorations of Love, Sex, and Fluidity, Crown, 2019, ISBN 978-0525576730